# Sofija Kyc
Sofija Kyc z domu Łysiak, ukr. Софія Киц (ur. 1890, zm. w XX wieku) – ukraińska rolniczka, zaangażowana w pomoc Polakom podczas rzezi wołyńskiej.
Sofija Łysiak w 1927 roku wzięła ślub z Pawłem Kycem. Prowadzili gospodarstwo rolne w Aleksandrówce na Wołyniu. Mieli nastoletnie dzieci: Olhę oraz Mychajła. Po tym jak 11 lipca 1943 roku oddziały OUN-UPA zamordowały w kościele w Kisielinie ok. 90 Polaków uczestniczących w niedzielnej mszy, a w okolicznym lesie pojawili się uzbrojeni ludzie, Kycowie zdali sobie sprawę, że ich polskim sąsiadom grozi śmiertelne niebezpieczeństwo. Wieczorem 15 lipca 1943 roku Pawło Kyc ostrzegł rodziny Adamowiczów oraz Kamili Ziółkowskiej. Część rodziny Adamowiczów zaprowadził do gospodarstwa Anastasiji i Mykoły Koreniów. Kycowie przyjęli u siebie Michała Adamowicza, który ukrywał się u nich do 1944 roku. Następnie Michał Adamowicz wyjechał na Zamojszczyznę, gdzie dołączył do swojej żony Tekli oraz wnuczki Teresy, którym z kolei pomogła rodzina Bondaruków (małżeństwo Jewhenii i Prokopa oraz matka Jewhenii – Oksana Karpiuk). Syn Michała i Tekli wraz z żoną i trójką pozostałych dzieci zostali zamordowani przez OUN-UPA.
W 2023 roku za swoją postawę podczas uroczystości w Belwederze w Warszawie małżeństwo Kyców zostało pośmiertnie wyróżnione Medalem Virtus et Fraternitas.